# Kragelund Sogn
Kragelund Sogn er et sogn i Silkeborg Provsti (Århus Stift).
I 1800-tallet var Funder Sogn anneks til Kragelund Sogn. Begge sogne hørte til Hids Herred i Viborg Amt. De udgjorde en sognekommune sammen med Engesvang Sogn, der i 1896 var udskilt fra de to andre. Senere blev de tre selvstændige sognekommuner. Ved kommunalreformen i 1970 blev Kragelund og Funder indlemmet i Silkeborg Kommune. Engesvang blev indlemmet i Ikast Kommune, som ved strukturreformen i 2007 blev udvidet til Ikast-Brande Kommune.
I Kragelund Sogn ligger Kragelund Kirke.
I sognet findes følgende autoriserede stednavne:
- Buskhede (bebyggelse)
- Bølling Sø (areal)
- Charlottenlund (bebyggelse)
- Elling Hede (bebyggelse)
- Frederiksdal (bebyggelse, ejerlav)
- Hesselskov (bebyggelse)
- Kragelund (bebyggelse, ejerlav)
- Kragelundskov (bebyggelse)
- Malmhøj Huse (bebyggelse)
- Middel Frederiksdal (bebyggelse, ejerlav)
- Neder Frederiksdal (bebyggelse, ejerlav)
- Neder Frederiksmose (bebyggelse)
- Over Frederiksdal (bebyggelse, ejerlav)
- Refshale (bebyggelse, ejerlav)
- Sinding Hede (bebyggelse)
- Skaldethøj (bebyggelse)
- Stagshede (bebyggelse)
- Stenholt (bebyggelse, ejerlav)
- Sønder Frederiksdal (bebyggelse, ejerlav)
- Tøndborg (bebyggelse)
- Vandsskov (areal)
- Vester Christianshøj (bebyggelse)
- Vindbjerg (bebyggelse)
- Øster Christianshøj (bebyggelse, ejerlav)
- Øster Frederiksmose (bebyggelse)